# Vena gastro-omental derecha
La vena gastroepiploica derecha (vena gastroomental derecha) es un vaso sanguíneo que drena sangre desde la curvatura mayor y la parte izquierda del cuerpo del estómago hacia la vena mesentérica superior. Corre de izquierda a derecha a lo largo de la curvatura mayor del estómago entre las dos capas del epiplón mayor, junto con la arteria gastroepiploica derecha.
Como afluente de la vena mesentérica superior, forma parte del sistema portal hepático.